# Marsz solny

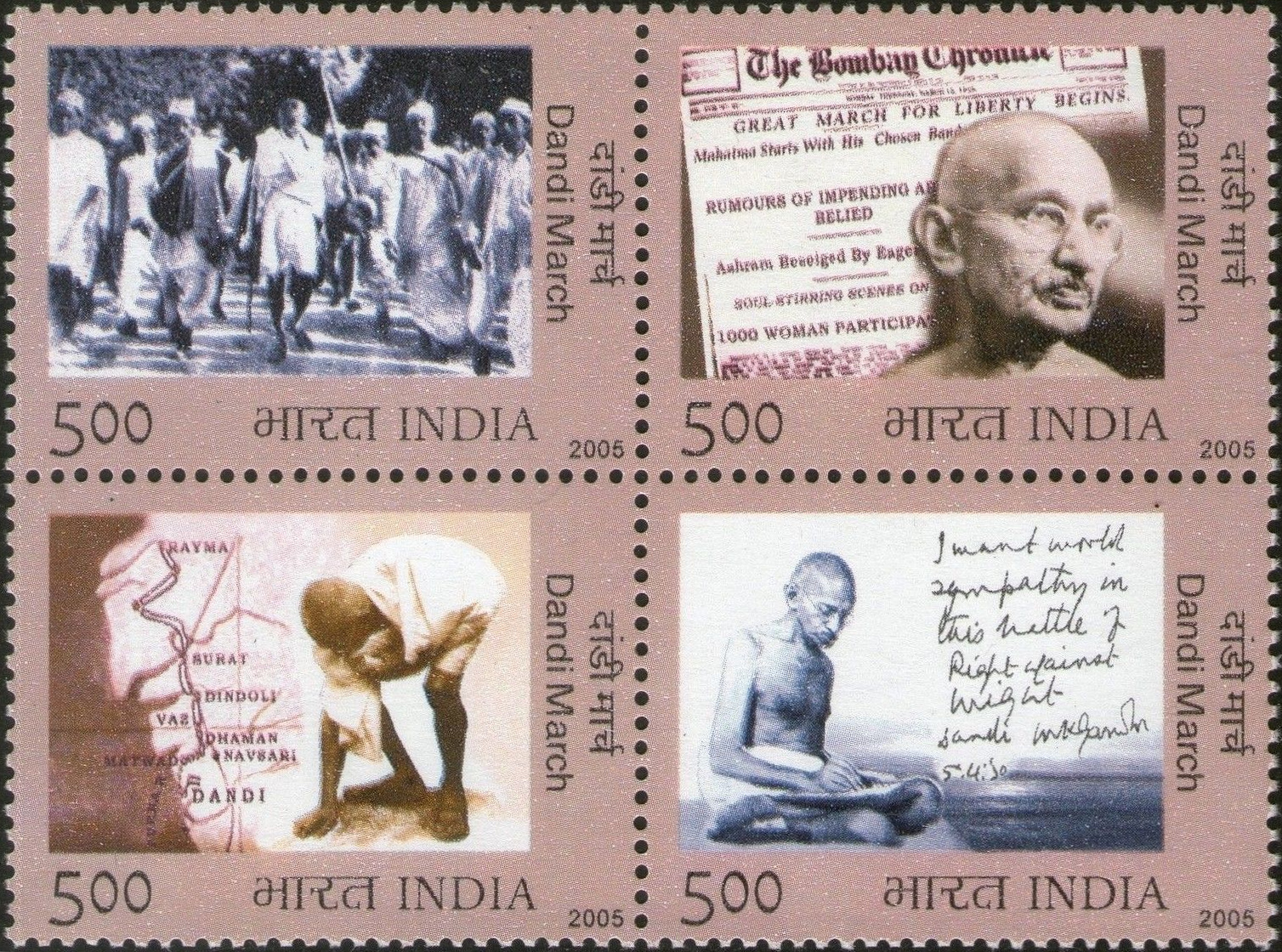
Indyjskie znaczki pocztowe upamiętniające marsz solny

Marsz solny – akt obywatelskiego nieposłuszeństwa zorganizowany przez Mahatmę Gandhiego przeciw władzom kolonialnym w Indiach, które stosując monopol sprzedawały sól po zawyżonych cenach. Miał miejsce między 12 marca a 6 kwietnia 1930 roku. Ze względu na swoją spektakularność często nazywany jest jako „druga satjagraha”. Marsz stanowił wyraz rosnącego zniecierpliwienia Indyjskiego Kongresu Narodowego własną bezsilnością, natomiast bezpośrednim bodźcem, który go wywołał, była brytyjska odmowa przyznania Indiom statusu dominium.
Przed rozpoczęciem protestu, Gandhi wysłał list do wicekróla Indii, w którym skrytykował panowanie brytyjskie, uznając je wręcz za przekleństwo. Skrytykował system podatkowy najbardziej niekorzystny dla chłopów, jednak najbardziej krytycznie odniósł się do podatku solnego. Rząd indyjski w owym czasie utrzymywał monopol na wydobycie i handel solą, podstawowym artykułem spożywczym, który obłożył wysokim podatkiem. Ci, którzy używali soli pozyskanej własnymi siłami, byli surowo karani. 
Gdy list nie odniósł żadnego skutku, Gandhi wraz ze swoimi 71 towarzyszami, rozpoczął 12 marca tzw. wojnę solną, która przybrała formę marszu.  Marsz trwał 24 dni. Wyruszył z Sabarmati w Ahmadabadzie i szedł od wioski do wioski. Zyskał ogromne poparcie chłopów, którzy organizowali wiece, a nawet zbiorowe modlitwy. Po drodze do manifestantów przyłączyły się tysiące ludzi, głównie chłopów. Po przebyciu (długości 240 mil - 390 km), uczestnicy marszu dotarli do miejscowości Dandi na wybrzeżu Morza Arabskiego.
Akcja Gandhiego zdobyła szeroki rozgłos nie tylko na subkontynencie, ale także na całym świecie, zyskując uznanie opinii międzynarodowej. Gandhi, aby zachęcić Hindusów do omijania przepisów solnych i w miarę możliwości zaopatrywania się na własną rękę, u kresu marszu, nad brzegiem morza w mieście Dandi, symbolicznie odparował dla siebie garść soli. Aresztowanie Gandhiego miało miejsce po dotarciu protestujących do rządowych magazynów soli. Oprócz Gandhiego (aresztowanego w nocy z 4/5 maja 1930 roku), aresztowano również kierownictwo Indyjskiego Kongresu Narodowego, a w następnych miesiącach od 60 do 90 tys. osób podejrzewanych o udział w marszu. 
Po uwolnieniu Gandhi przystąpił do rokowań i zawarł układ z przedstawicielem władz brytyjskich Edwardem Woodem, wicekrólem Indii. Warunki układu IKN uznał za niewystarczające, w związku z powyższym rokowania wznowiono. Zakończono je 5 marca 1931 roku, zawarciem układu zwanego paktem Irwin-Gandhi, zezwalającym jedynie na wytwarzanie soli dla celów domowych, ale bez prawa sprzedaży. Układ ten zezwalał także na organizowanie pokojowych demonstracji popierających kampanię na rzecz indyjskiej produkcji (swadeśi). W zamian za to IKN zrezygnował z wysuwanych wcześniej żądań przeprowadzenia dochodzenia w sprawie aresztowań związanych z marszem solnym. Pakt Irwin-Dandhi w gruncie rzeczy nie rozwiązywał żadnego z postulatów IKN, zwłaszcza uzyskania niepodległości przez Indie.

## Galeria

Gandhi wśród uczestników marszu solnego
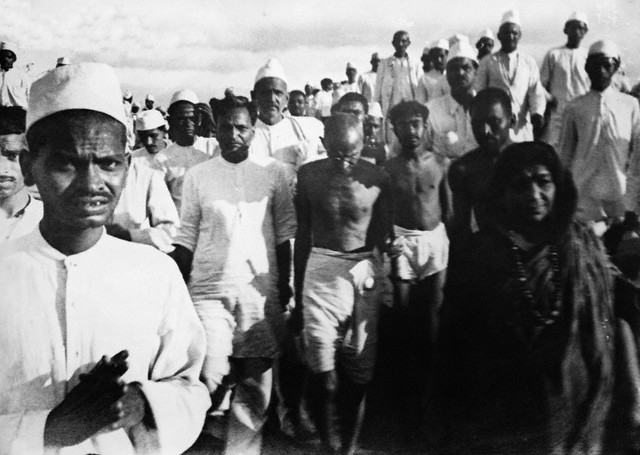
Uczestnicy marszu solnego